# Michele Chagas

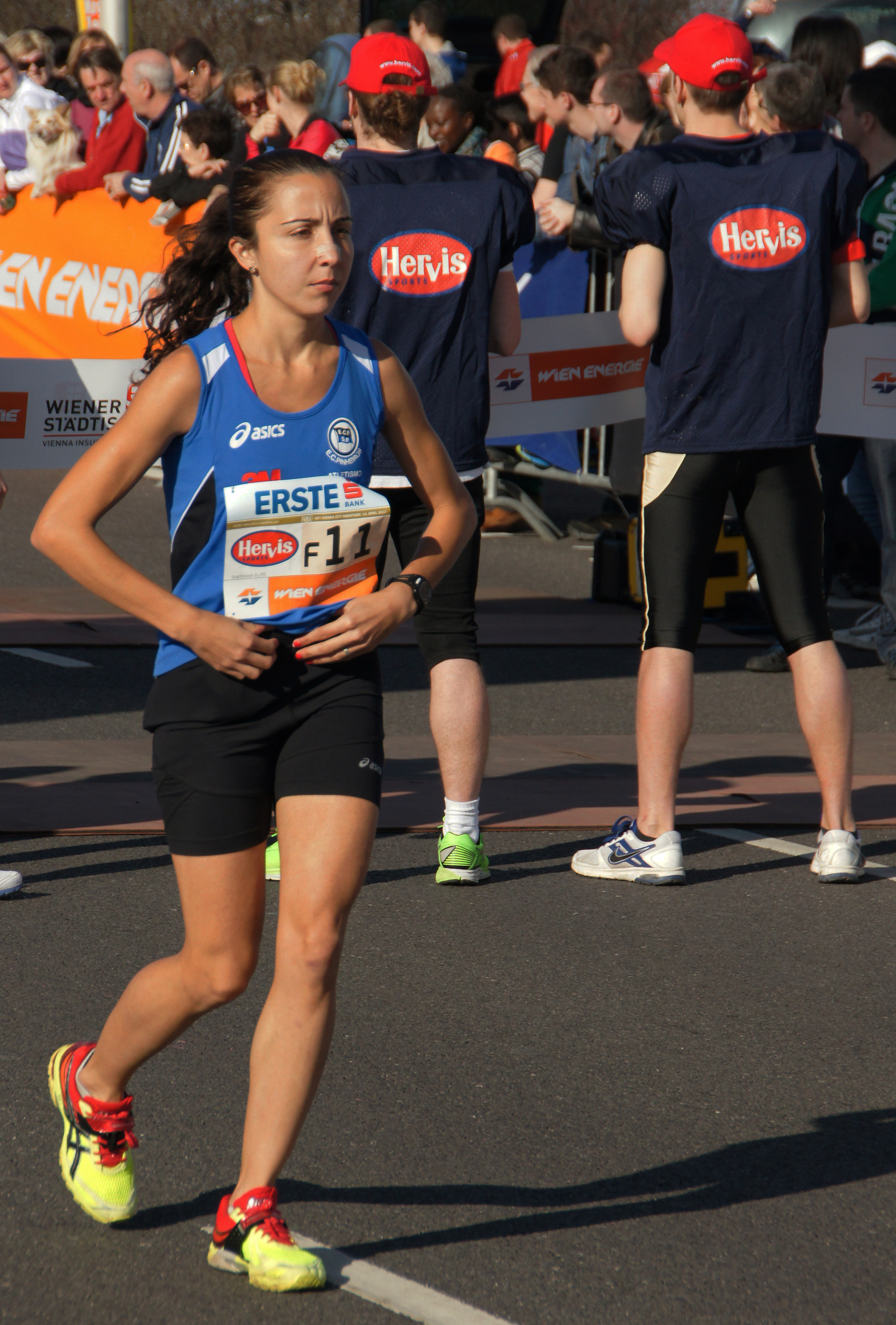
Michele Chagas, VCM (Austria) 2013.

Michele Cristina das Chagas de Lima (Rio Claro, 15 de julho de 1987) é uma maratonista brasileira. 
Integrou a delegação que disputou os Jogos Pan-Americanos de 2011 em Guadalajara, no México.
Com 22 anos, Michele Chagas se tornou a atleta mais jovem a vencer a Maratona de Porto Alegre, em 2010.

## Títulos[3]
- Terceira colocação no Sul-Americano de Cross de 2013
- Campeã da Maratona de Porto Alegre de 2010
- Terceira colocada na Maratona de Pádova, na Itália
- Primeira colocada na Meia Maratona da Golden Four (Belo Horizonte)
- Segunda colocada na Meia Maratona da Golden Four (Brasília)